# Ouled H'Cine
Ouled H'Cine (franska: Oulad H Cine (CR), Oulad H Cine (Commune Rurale), arabiska: بني وال) är en kommun i Marocko.   Den ligger i provinsen Sidi Slimane och regionen Rabat-Salé-Kénitra, 100 km öster om huvudstaden Rabat. Antalet invånare är 27 972.